# Benson (Vermont, város)
Benson város az USA Vermont államában, Rutland megyében. Lakosainak száma 974 fő (2020. április 1.).

## Népesség
A település népességének változása:

| 2010 | 1 056 |
| 2020 | 974   |